# الخضيرة (أسلم)

تعديل مصدري - تعديل

الخضيرة هي إحدى قرى عزلة أسلم الشام بمديرية أسلم التابعة لمحافظة حجة، بلغ تعداد سكانها 100 نسمة حسب تعداد اليمن لعام 2004.